# Lista de membros da Royal Society eleitos em 1880
Membros da Royal Society eleitos em 1880.

## Fellows of the Royal Society (FRS)
1. Thomas Clifford Allbutt (1836-1925)
2. John Attfield (1835-1911)
3. Thomas George Baring (1826-1904)
4. Alexander Beresford Hope (1820-1887)
5. Henry Francis Blanford (1834-1893)
6. William Henry Dallinger[2] (1842-1909)
7. Henry Haversham Godwin-Austen[3] (1834-1923)
8. Charles Graves (1812-1899)
9. David Edward Hughes (1831-1900)
10. Henry Martyn Jeffery (1826-1891)
11. Sir George Jessel[4] (1824-1883)
12. Frederick McCoy[5] (1823-1899)
13. John Fletcher Moulton[6] (1844-1921)
14. Charles Niven[7] (1845-1923)
15. John Rae (1813-1893)
16. James Emerson Reynolds[8] (1844-1920)
17. William Turner Thiselton-Dyer (1843-1928)
18. William Augustus Tilden[9] (1842-1926)